# Planta central

Planta central de la Iglesia de la Vera Cruz (Segovia). Se puede comprobar que la planta principal se estructura en un polígono regular: un dodecágono.

La planta  (denominada también planta de cruz centralizada) es una tipología de planta arquitectónica que acomoda el espacio interior de un edificio en rotonda. La planta resultante suele poseer simetría puntual, o acercarse a este modelo geométrico. Dependiendo del uso y de la complejidad de las estructuras del edificio se solía emplear como planta figuras geométricas de planta que podrían ser polígonos regulares. El empleo de esta tipología aparece fundamentalmente en los espacios sagrados, espacios que se suelen rematar frecuentemente con cúpulas de diversos tipos que mantienen la simetría puntual de la planta (construcción cupuliforme). 

## Templos católicos
En los templos en los que se celebra la liturgia católica se empleaba inicialmente la configuración de planta centralizada. Disposición esta que permitía a los fieles girar, o deambular, en torno a un punto fijo. Un ejemplo cristiano inicial, que sirvió de modelo, fue la primitiva iglesia del Santo Sepulcro. 
En diversas iglesias del románico existen este tipo de plantas. Es fecuente el uso de plantas con polígonos con un número par de lados. En el caso de la arquitectura templaria descrita por el estudioso del siglo XIX, Eugène Viollet-le-Duc, el polígono habitual es el octógono (planta octogonal). En la arquitectura católica el baptisterio, templo construido en las ciudades donde habitaban los obispos, suele emplearse esta tipología.   
Los edificios católicos derivaron finalmente en la planta basilical (con la introducción de naves), en el siglo XII ya era extraño el uso de este tipo de plantas centralizadas en la arquitectura cristiana de la época. Es casi siempre un templo que se asigna bien a la Orden del Temple o a los caballeros del Santo Sepulcro. Este tipo de plantas, una vez caído el imperio romano, se continuó en la arquitectura bizantina.

## Fortificaciones militares
Es la tipología arquitectónica que se extiende a las mezquitas. El templo musulmán destacado que posee este tipo de planta es la cúpula de la Roca.

## Uso habitual
Este tipo de plantas fue muy habitual en la arquitectura militar, una vez que la artillería comenzó a emplearse habitualmente en los asedios a castillos o fortificaciones diversas. Empleándose figuras estrelladas como plantas con el objeto de poder minimizar el efecto devasador de la artillería sobre los paramentos defensivos formando tenazas.   

## Galería de imágenes

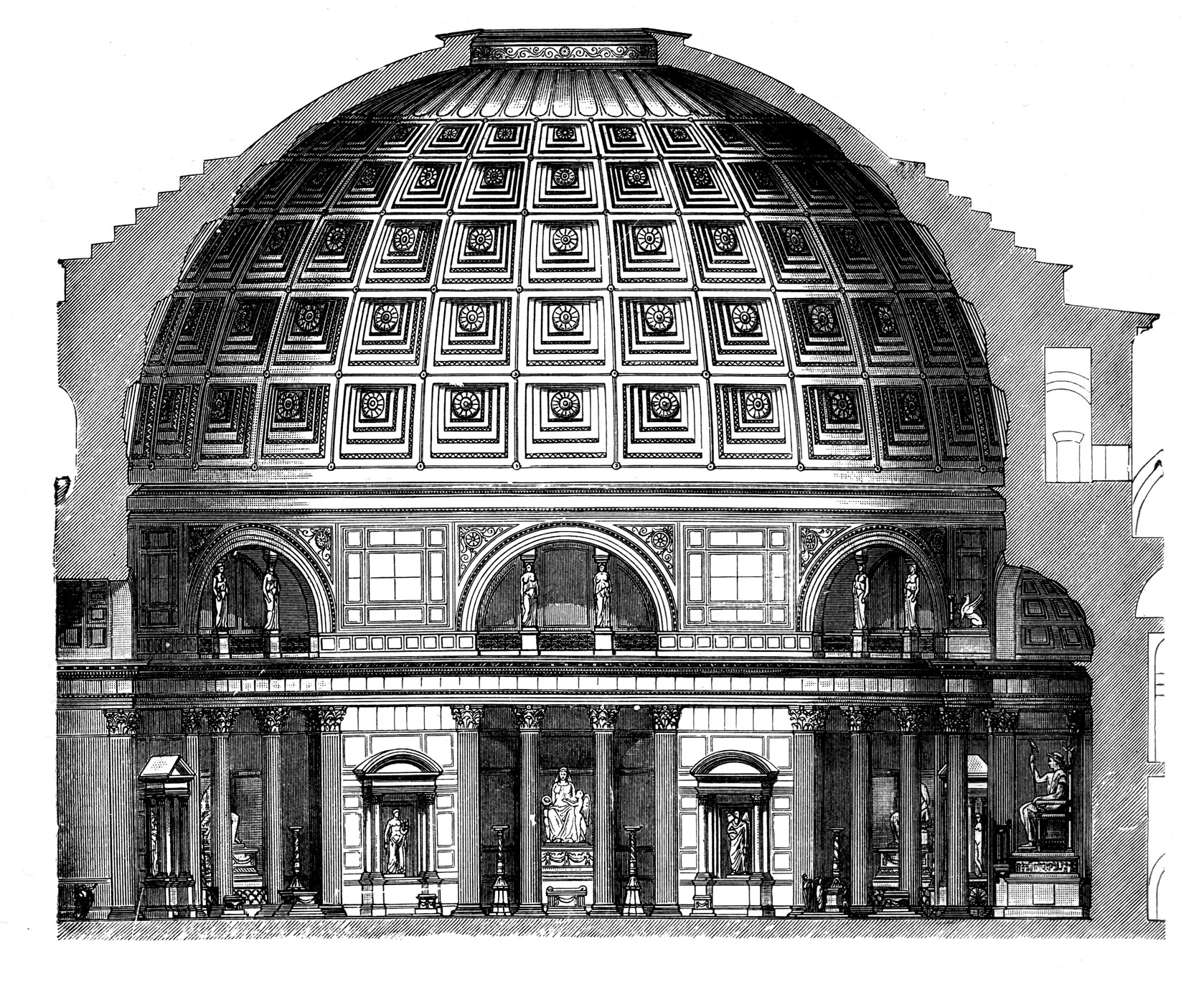
Sección transversal del Panteón de Roma (comienzo del siglo II)
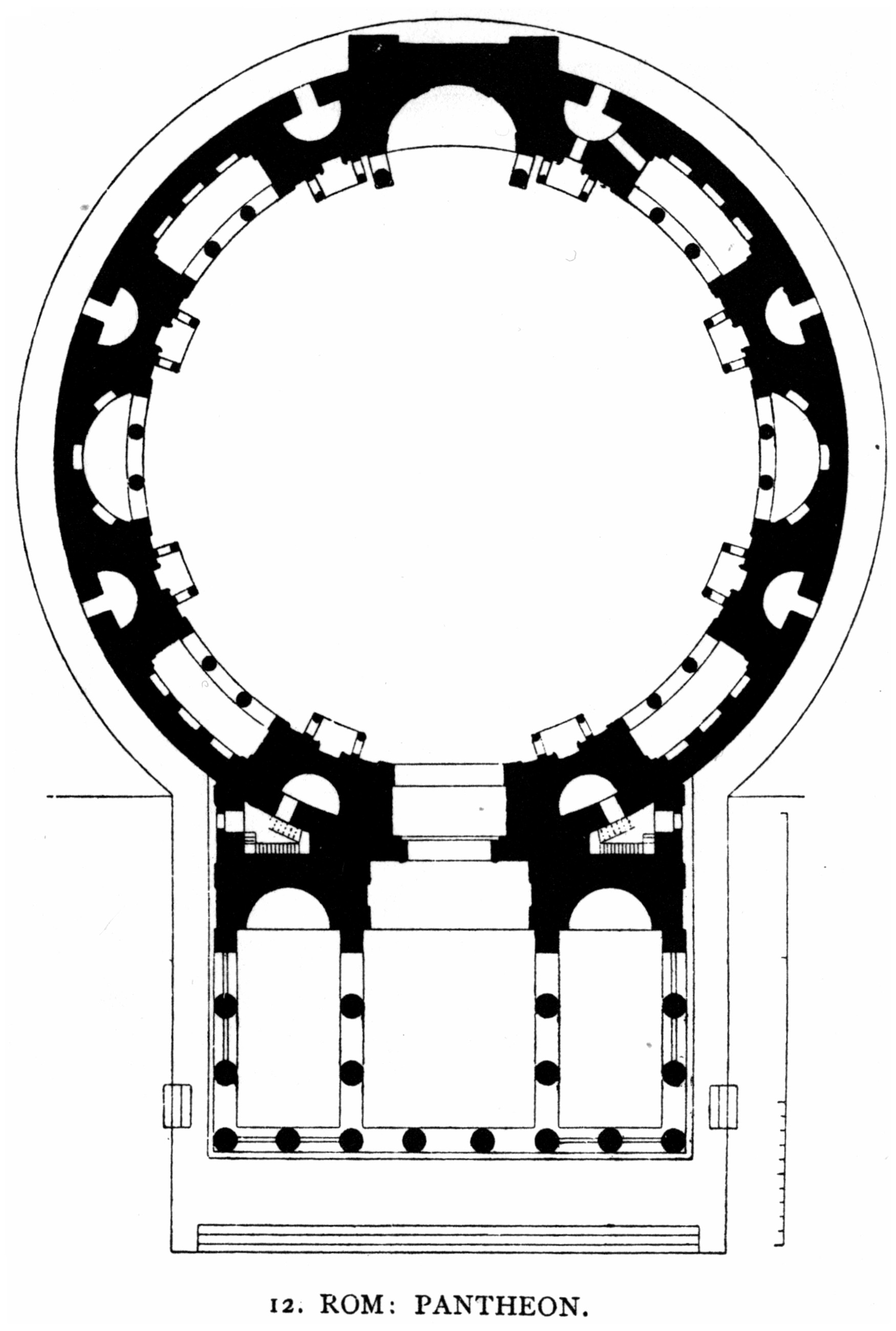
Planta del Panteón de Roma
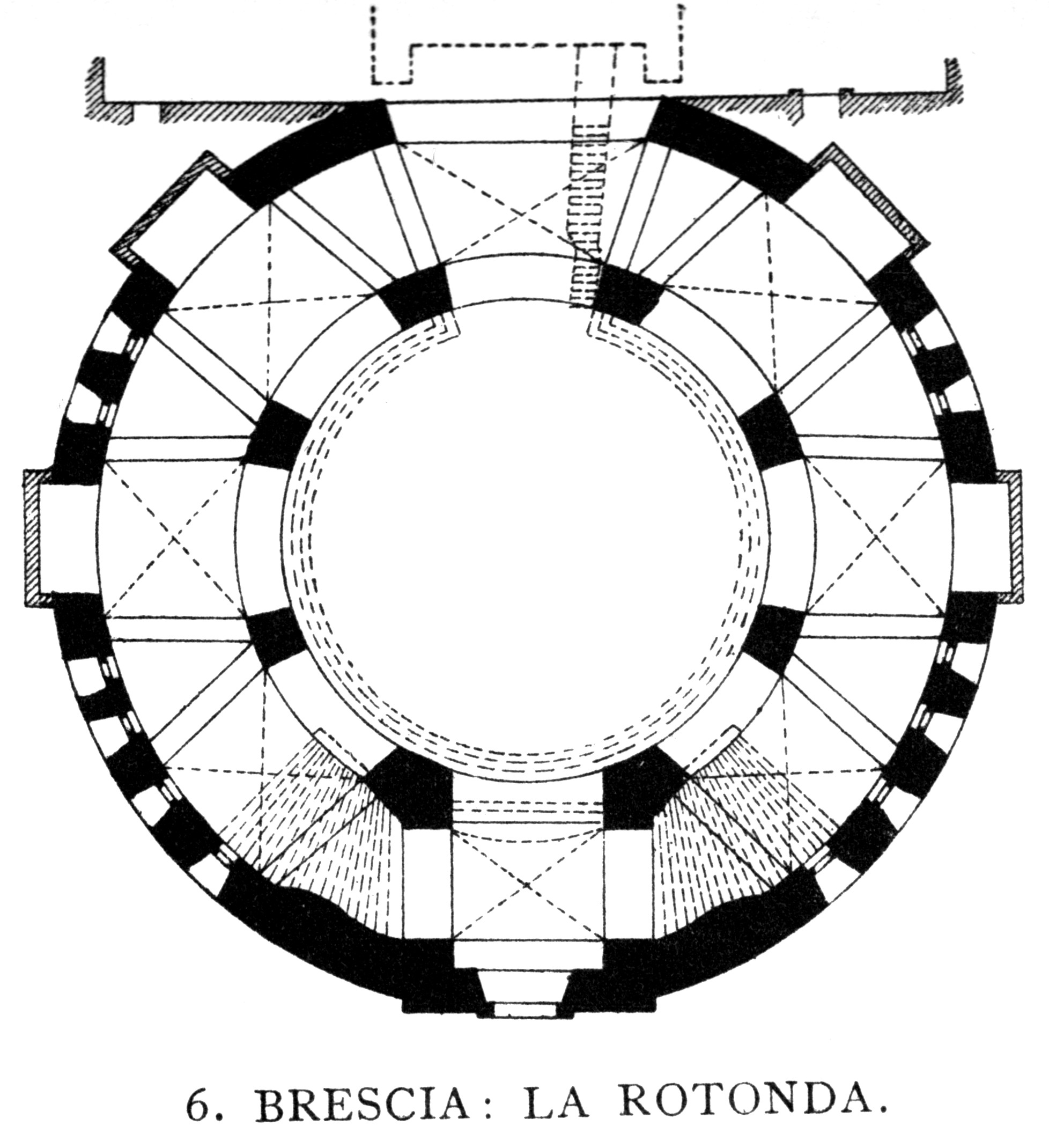
Brescia, Rotonda
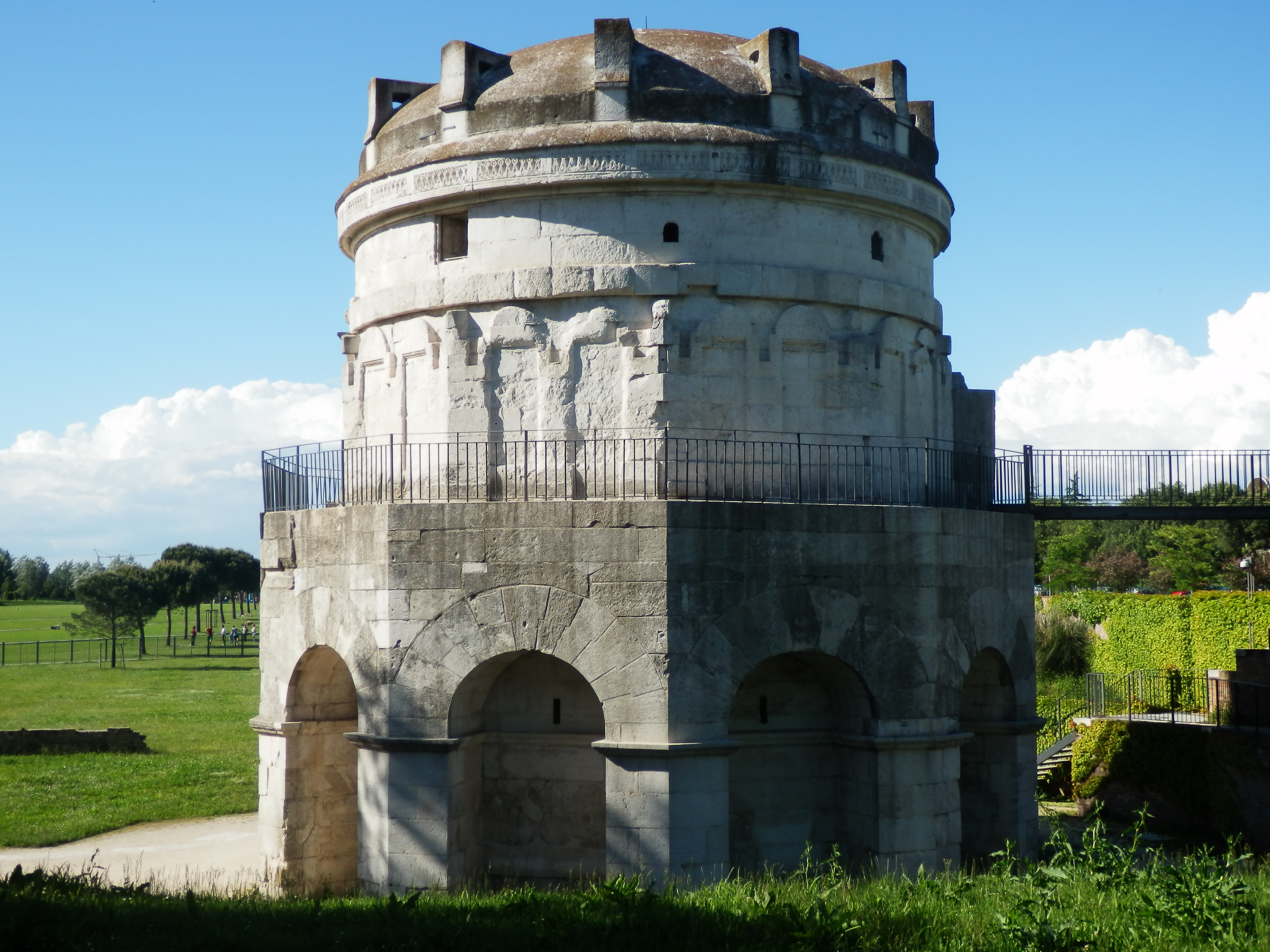
Mausoleo de Teodorico, Ravena (520)
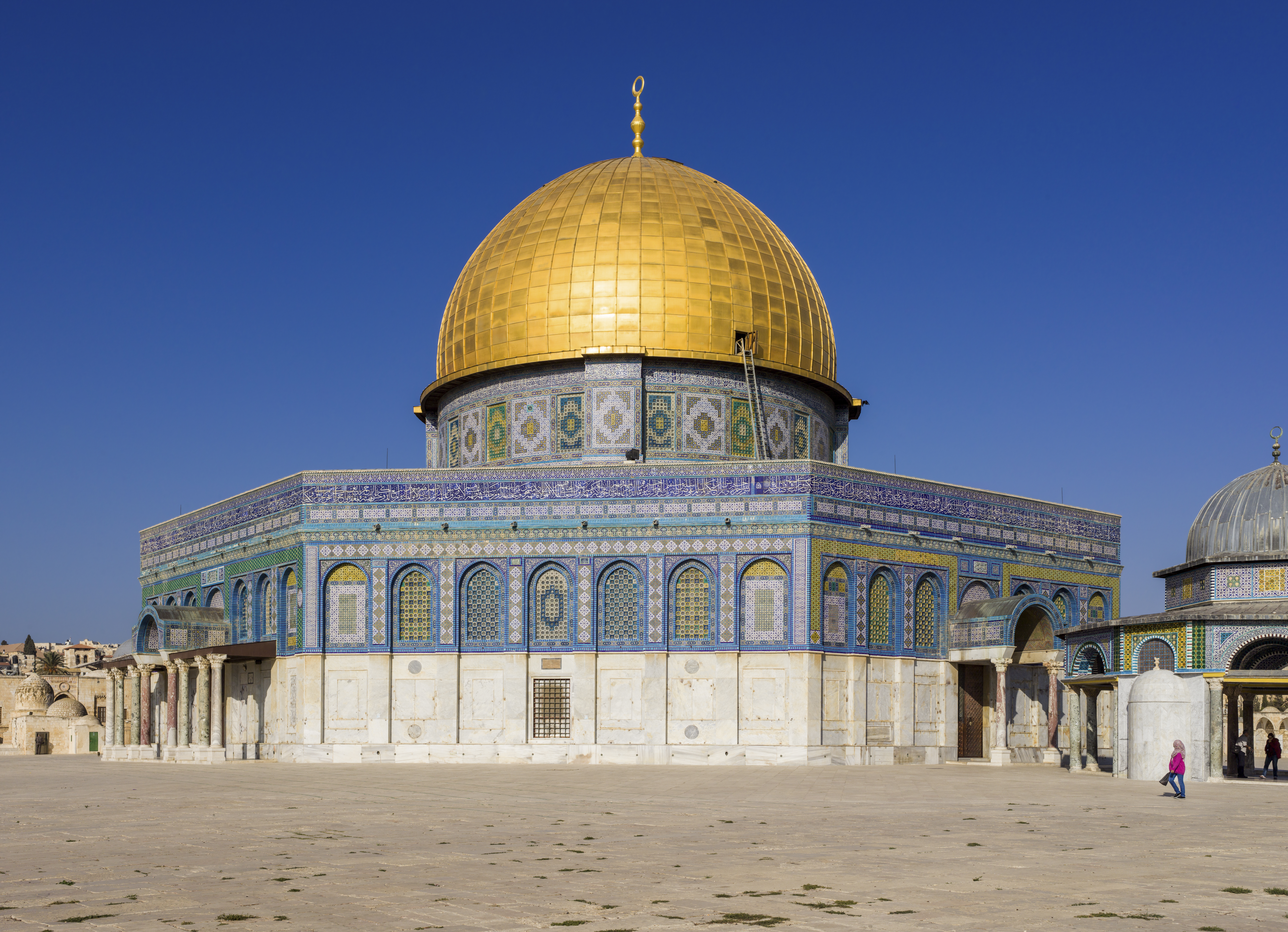
Cúpula de la Roca en Jerusalén (siglo VII)
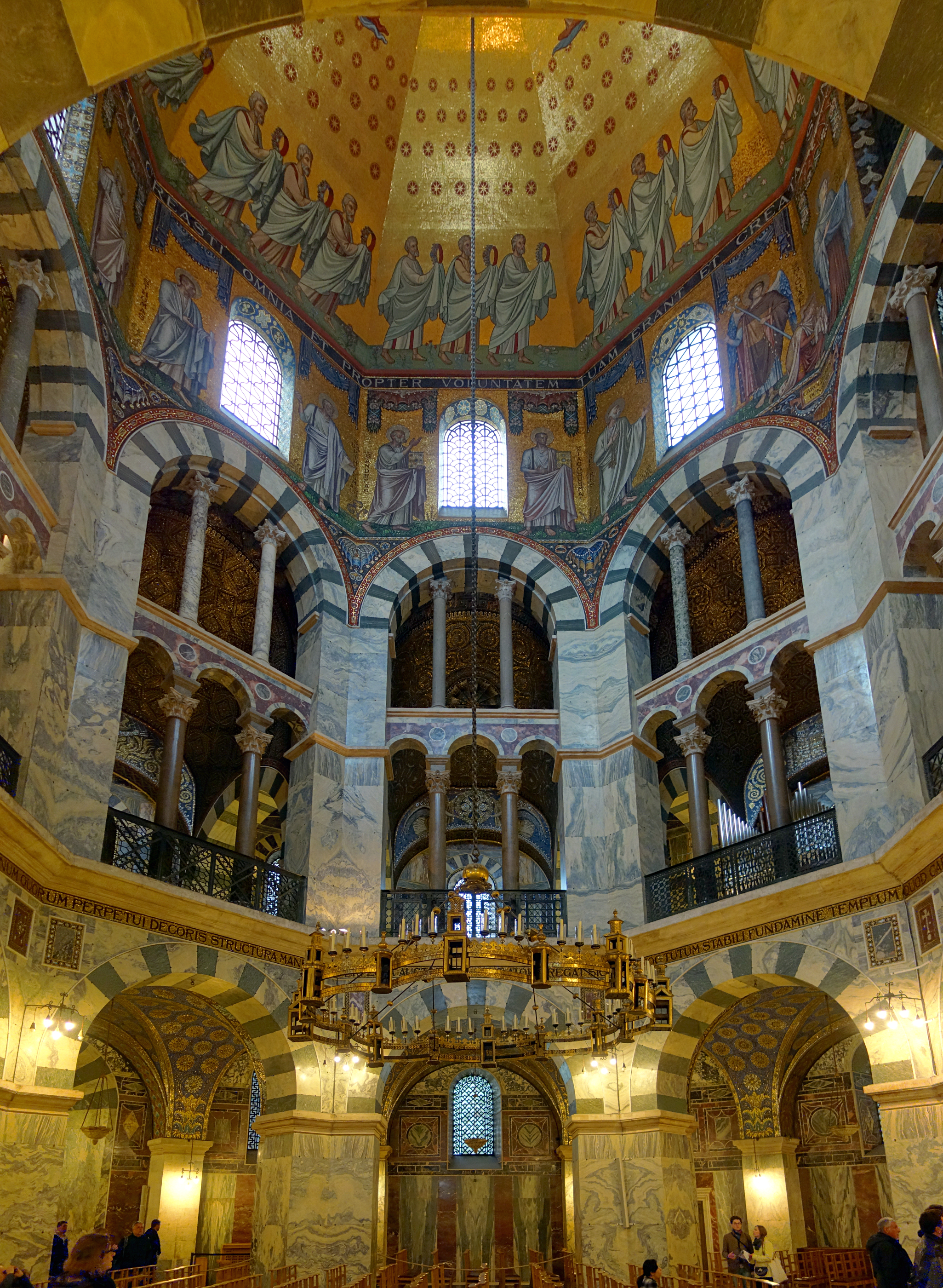
Octógono de la Capilla palatina de Aix-la-Chapelle de Carlomagno (siglo VIII)

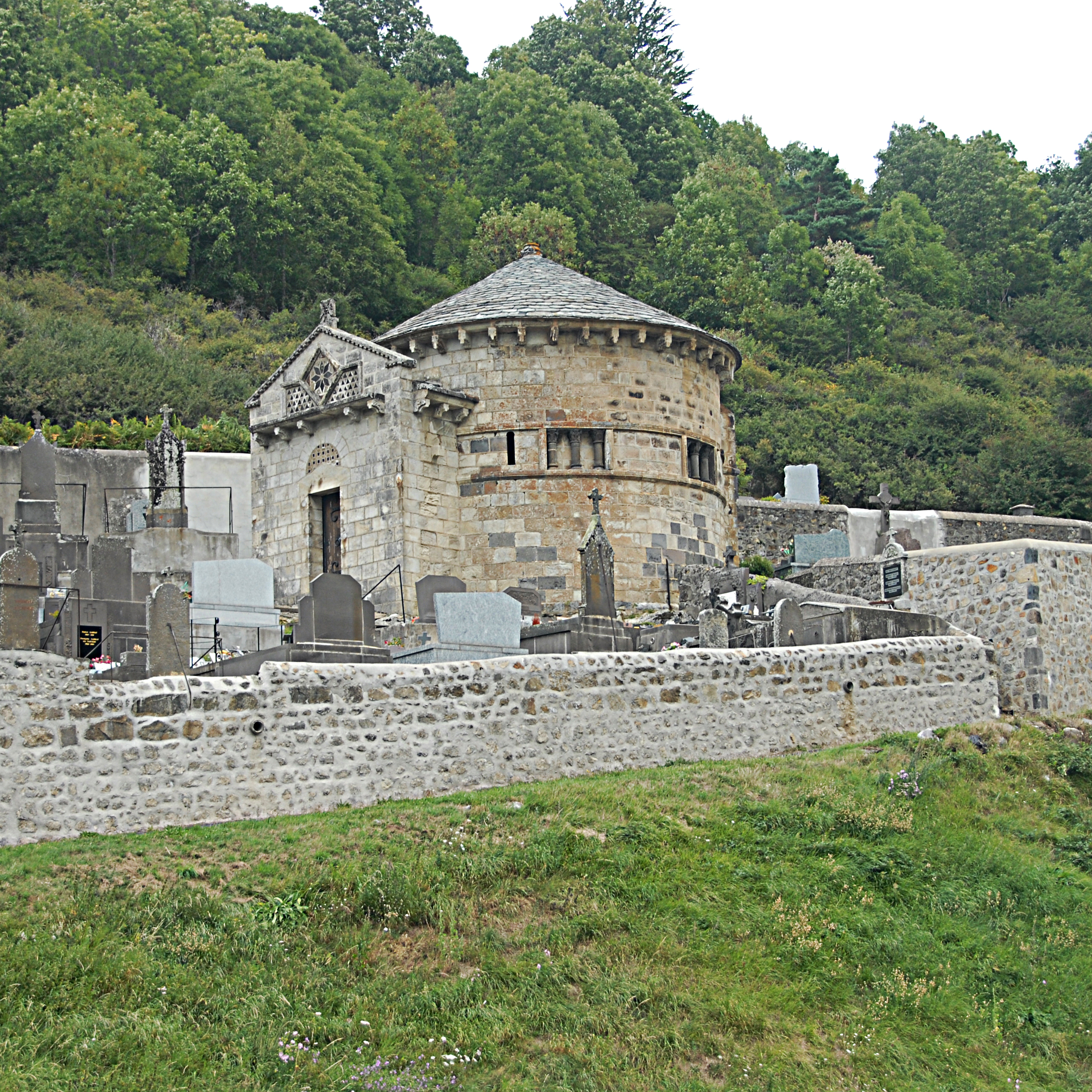
Capilla funeraria de Chambon-sur-Lac, Francia, siglos X a XII
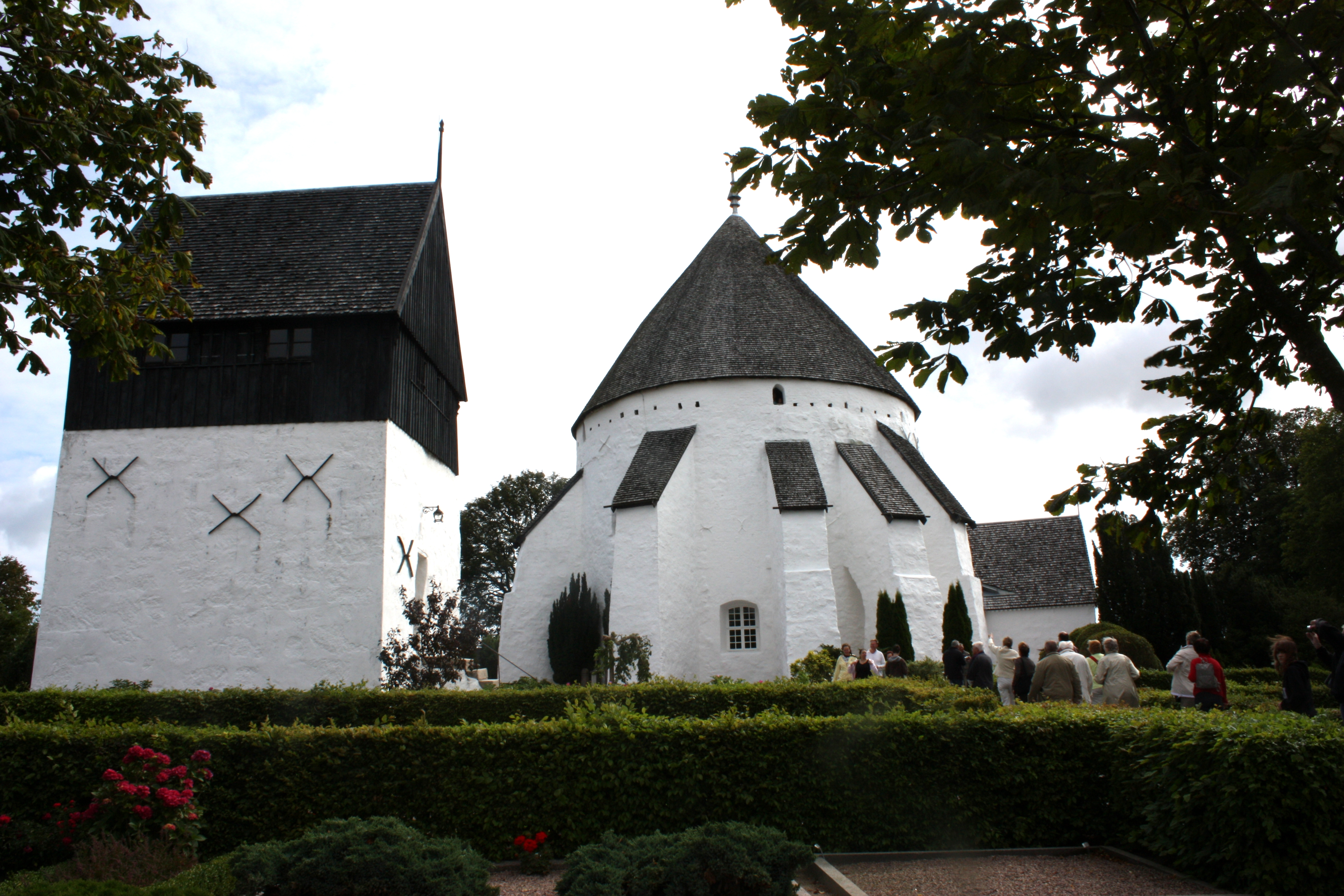
Nueva iglesia de Bornholm, siglo XI
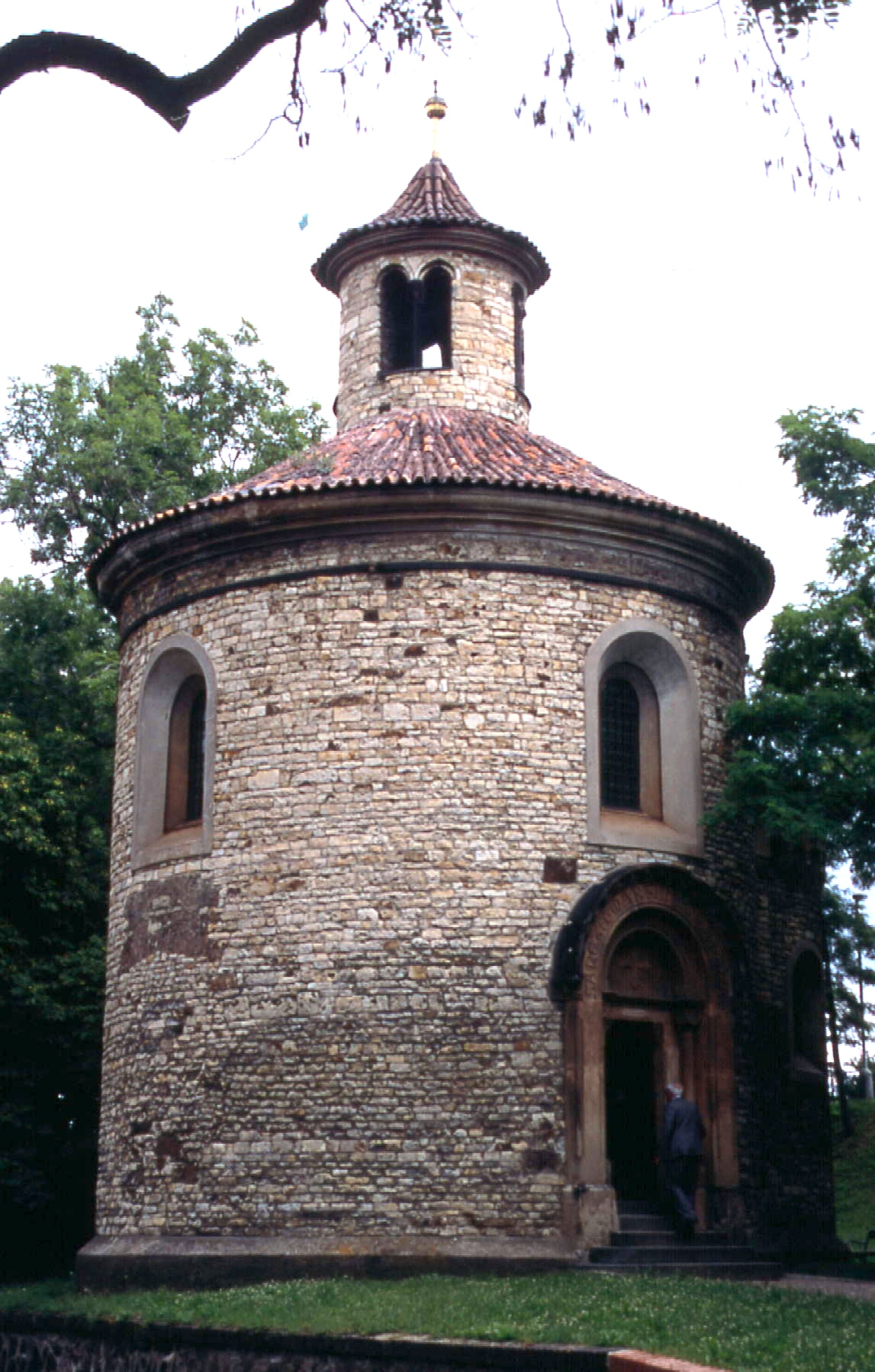
St.-Martins-Rotunde, Praga, (1080)
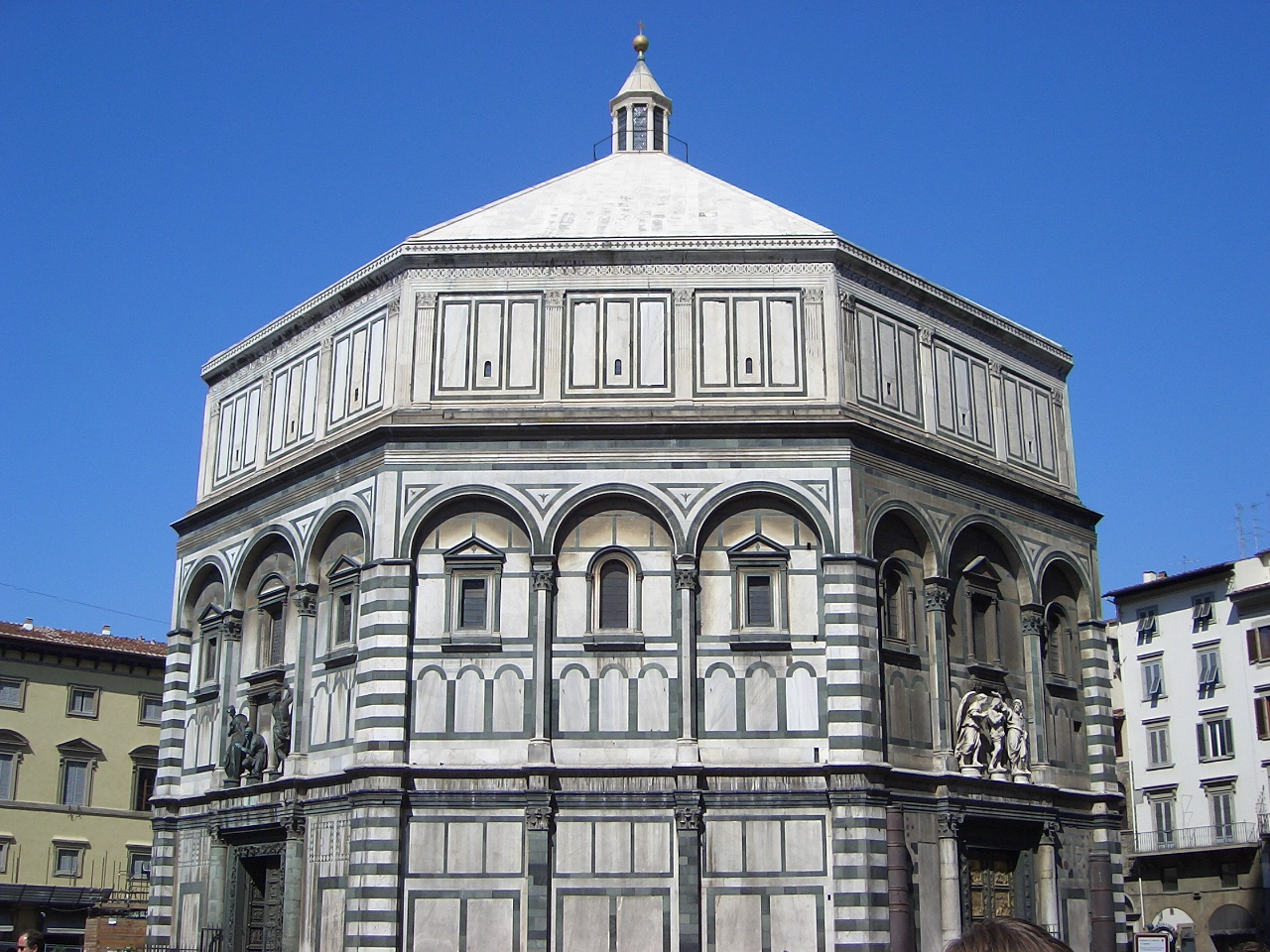
Baptisterio de San Juan (Florencia) (1060)
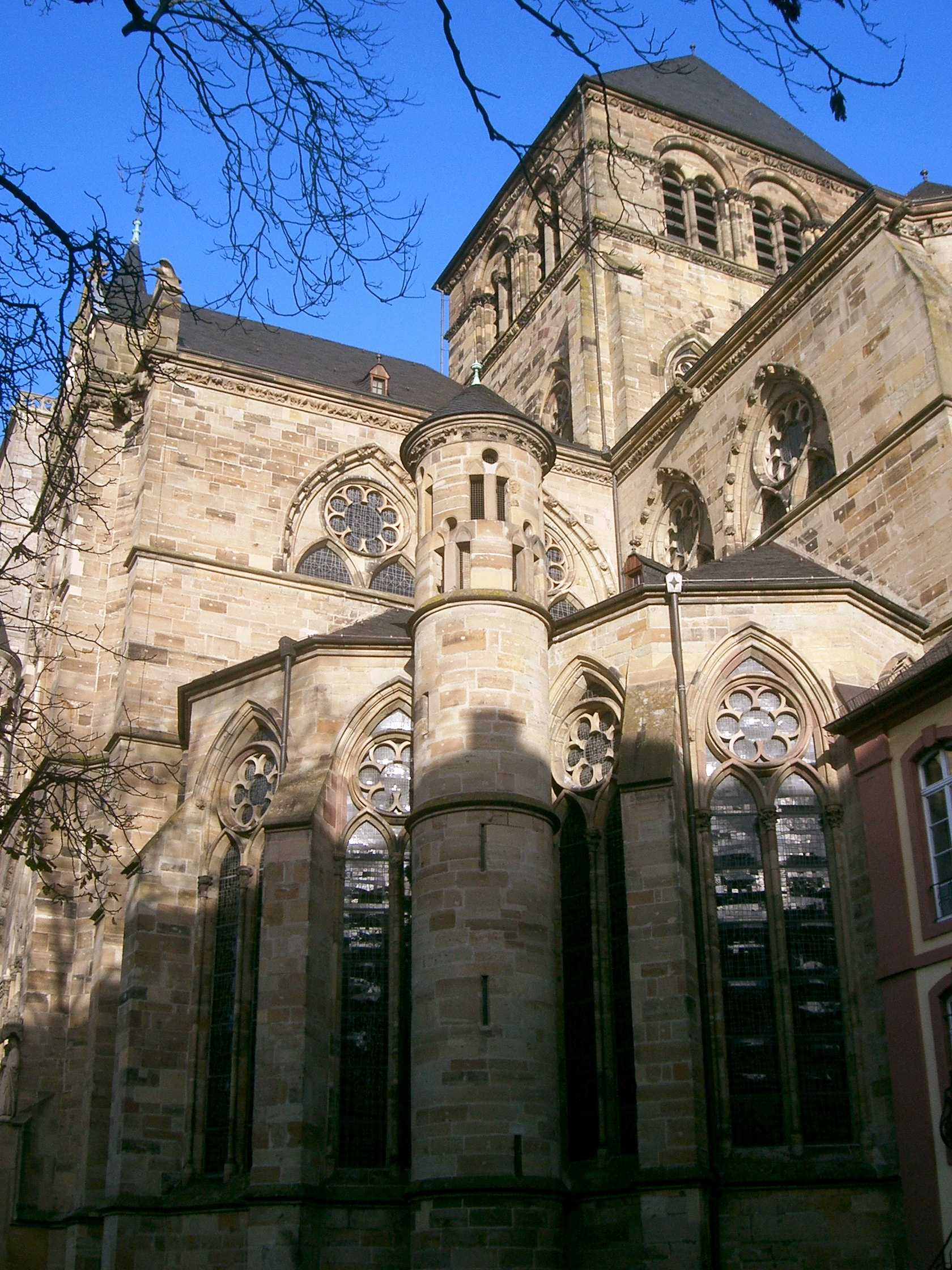
Iglesia de Nuestra Señora de Tréveris (1230)
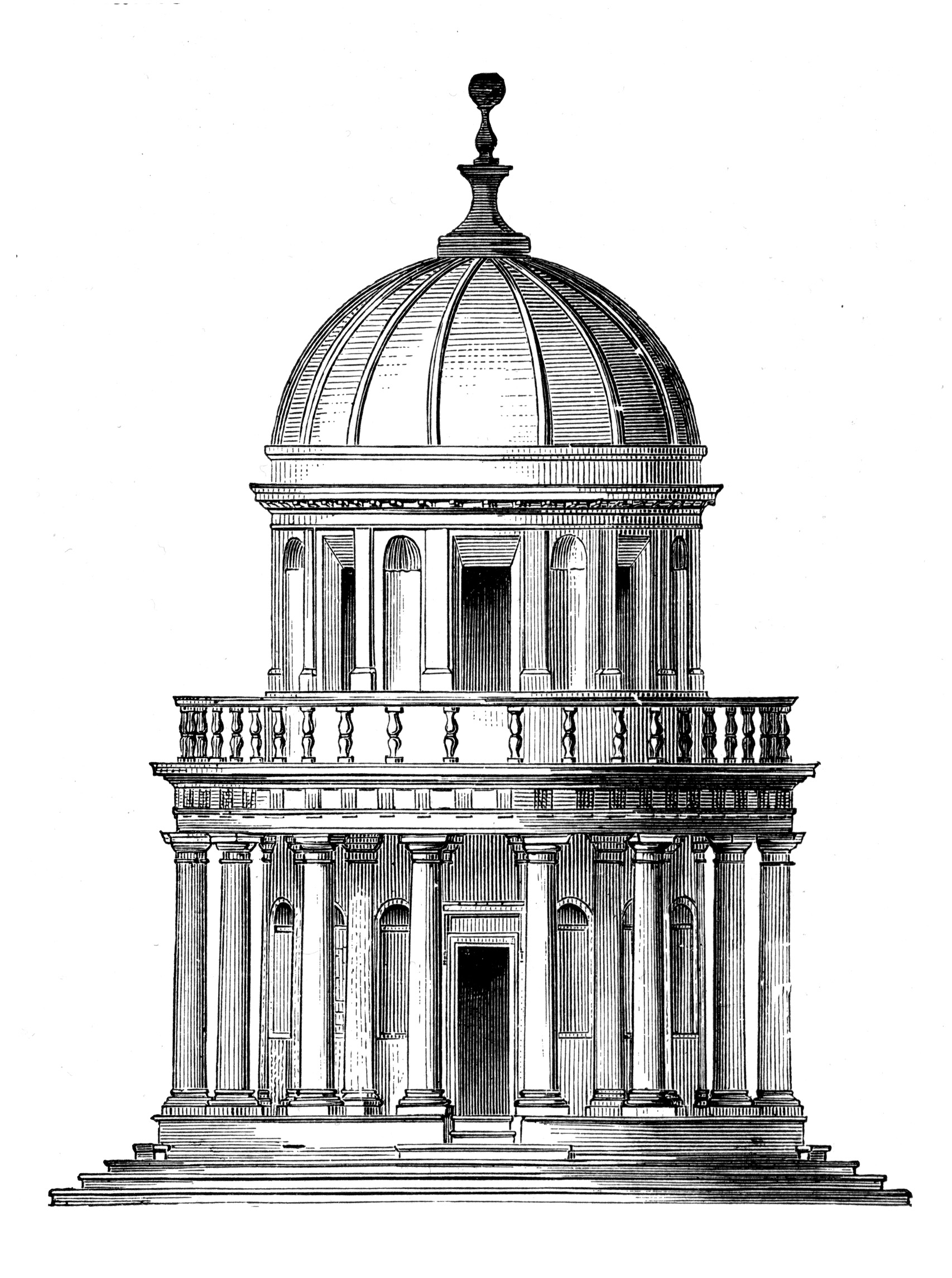
Bramante: Templete de  San Pietro in Montorio, Roma (1502)

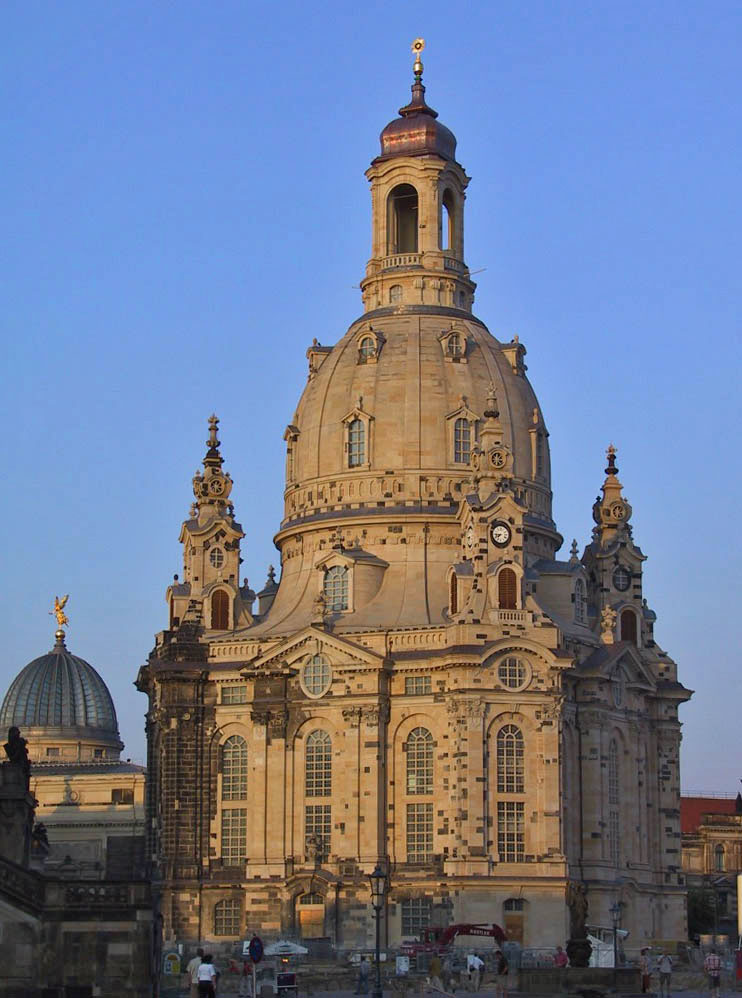
Frauenkirche (Dresde) (1726)
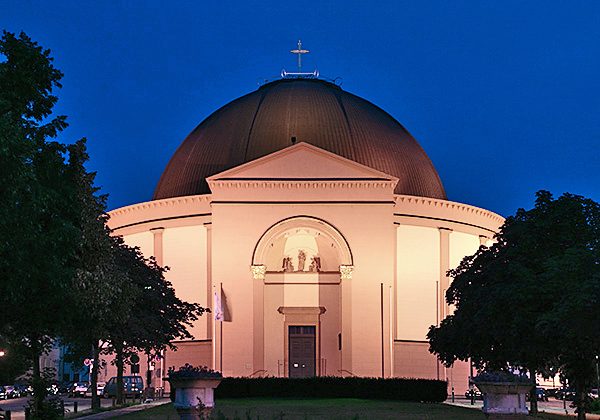
Iglesia de San Luis de Darmstadt (1822)
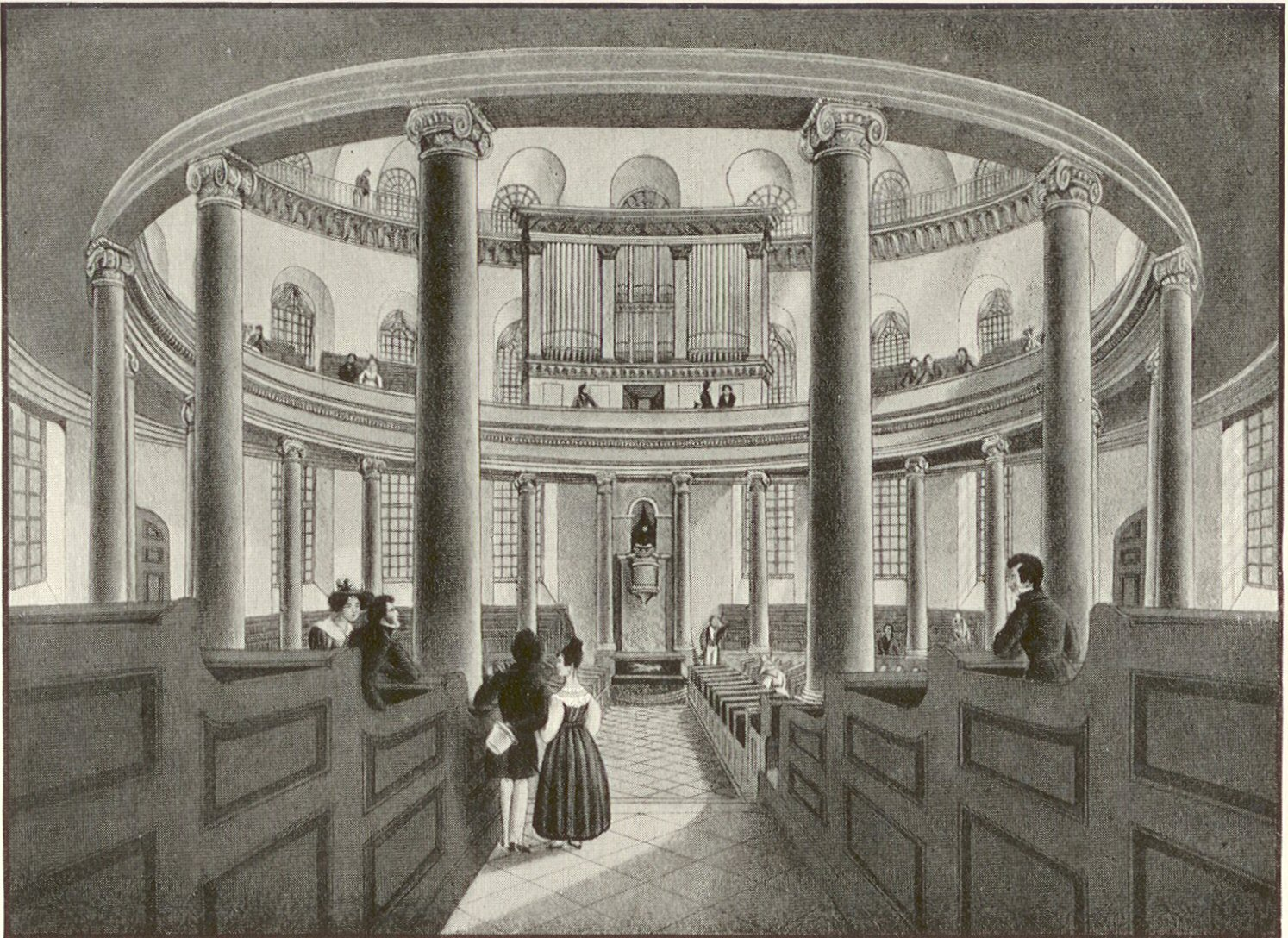
Paulskirche, Vista del interior en 1830
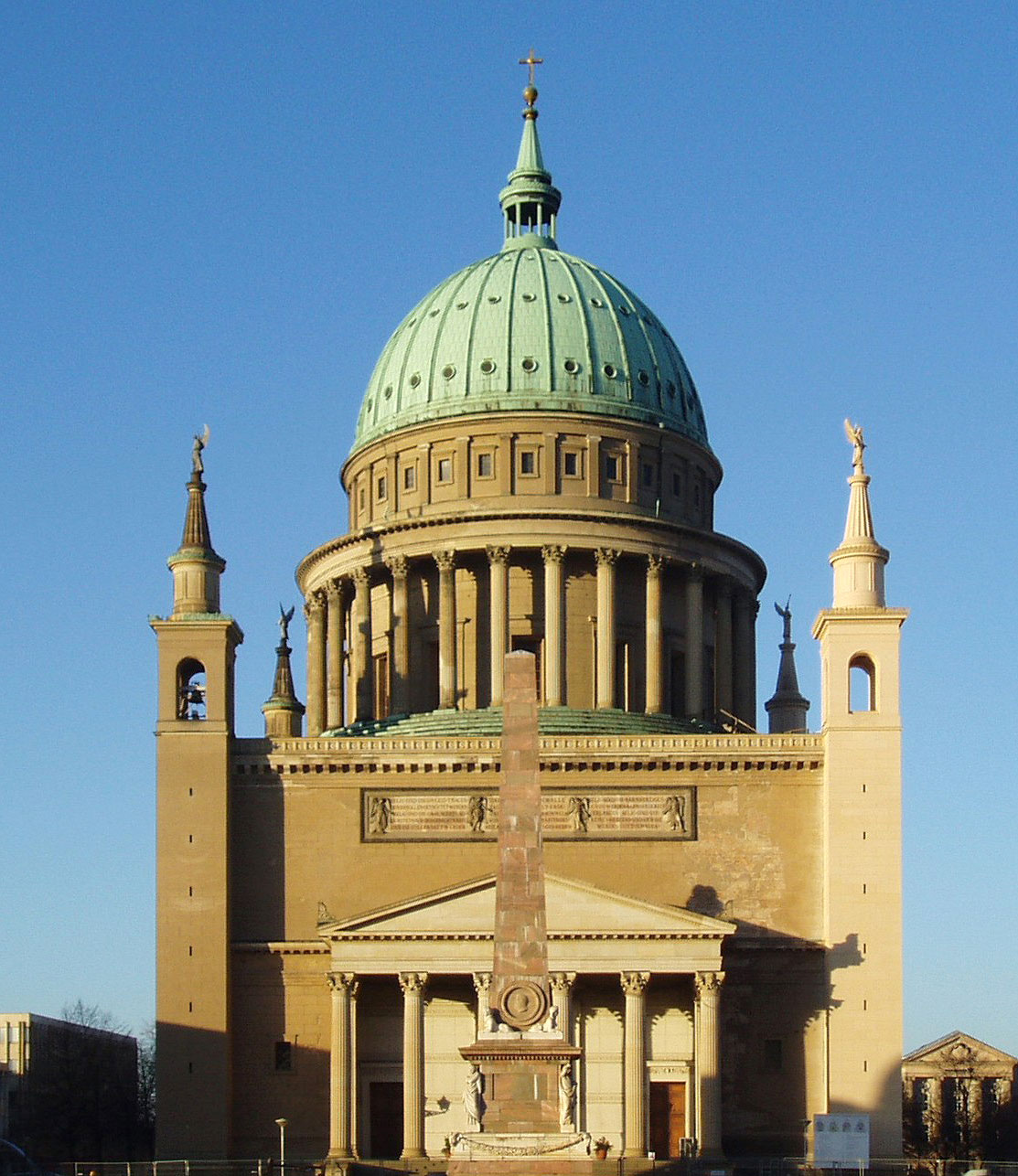
Schinkel: Iglesia de San Nicolás (Potsdam) (1830), capilla (1842)
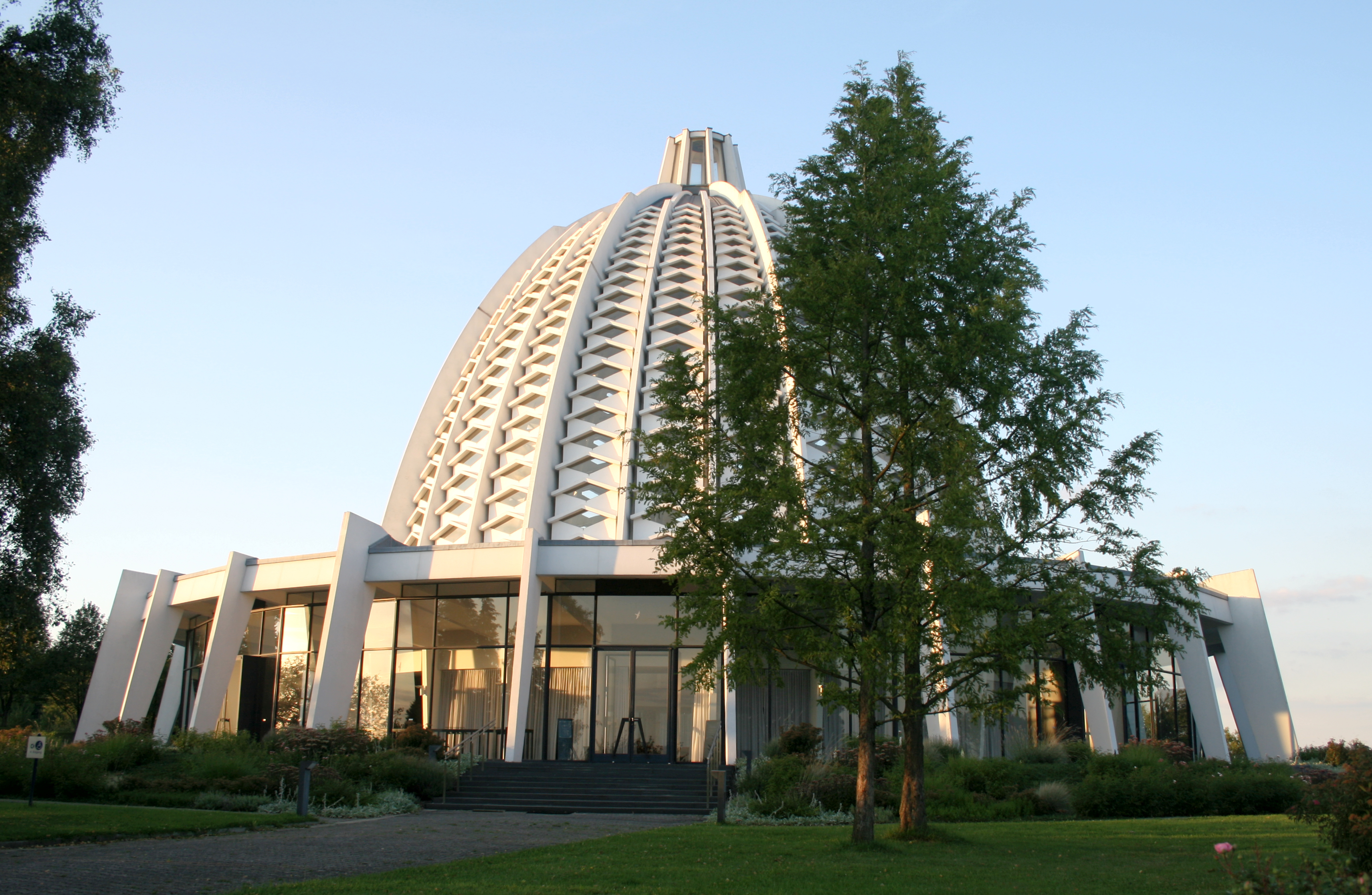
Casa de Adoración Bahá'í en Frankfurt (1960)